# São José de Espinharas
Pour les articles homonymes, voir São José.
São José de Espinharas est une ville brésilienne de l'ouest de l'État de la Paraíba.
Sa population était estimée à 4 913 habitants en 2007. La municipalité s'étend sur 726 km2.